# Ранчић
Ранчић је јужнословенско презиме. Значајни људи са овим презименом су:
- Бил Ранчић (1971), амерички предузетник, супруг Ђулијане Ранчић
- Бранимир Ранчић (1953), српски лекар и политичар
- Дамир Ранчић (1983), хрватски кошаркаш
- Ђулијана Ранчић (1974), италијанско-америчка телевизијска личност и новинарка, супруга Била Ранчића